# Centrale hydroélectrique de Ķegums
La centrale hydroélectrique Ķegums est la plus ancienne centrale hydroélectrique sur la rivière Daugava et le troisième de par sa puissance en Lettonie. Elle se situe à Ķegums. 

## Présentation
Le complexe est composé de deux centrales électriques. La première usine fut construite de 1936 à 1940. L'histoire de la construction de cet ouvrage est documentée par le cinéaste letton Eduards Kraucs (1898–1977) à raison d'une à deux séances de prise de vue par semaine. Les 1 736 négatifs sur plaque de verre obtenus sont ajoutés au Registre national letton de la Mémoire du monde de l'UNESCO en 2009,. 
L'usine fut entièrement rénovée de 1998 à 2001, avec notamment le remplacement de quatre groupes hydroélectriques d'une puissance nominale unitaire d'environ 65 MW,.
La deuxième usine fut construite de 1976 à 1979. Elle dispose de trois groupes hydroélectriques avec une puissance totale installée de 192 MW.
La centrale est exploitée par Latvenergo.